# 欧金谷
欧金谷（1944年—），广东陆河县人，中国人民解放军将领、中国人解放军中将。 
2003年，授予中国人民解放军中将，曾任广州军区副司令员。 
2008年，当选第十一届全国政协委员，代表特别邀请人士，分入第五十六组。